# 顺风相送
《顺风相送》是明代的一部海道针经。現存钞本被收藏在英国牛津大学博德利圖書館，著者姓名不详，封面有“顺风相送”四字，因此得名。
1935年北京图书馆研究员向达至牛津大學圖書館整理、抄錄中国古籍。1961年出版《两种海道针经》，將《顺风相送》收錄其中。

## 年代考證
《順風相送》的著者及成書年代不詳，現留最古抄本保留在牛津大学博德利圖書館《顺风相送》，其副页有一行拉丁文，说明此抄本是1639年（明崇祯12年）牛津大学校长赠送。因此其成書下限為明朝崇禎年間。
因為其序文中，記載1403年（永樂元年）鄭和下西洋時，閑暇時校對針經的記錄。荷兰汉学家戴闻达（J. J. Duyvendak）認為《顺风相送》在1430年（明宣宗宣德5年），郑和第七次下西洋时完成。其校正者可能就是郑和宝船上的舟师。英国汉学家李约瑟赞同戴文达对《顺风相送》成稿年代的论断。
- 《顺风相送》序文有字句：
  - “又以牵星为准，保得宝舟安稳”。“宝舟”一词专指郑和下西洋的船只，“牵星”指过洋牵星术，是《郑和航海图》中使用的术语。
  - “永乐元年[註 1]奉差往西洋等国开昭，累次校正针路，牵星图样，海屿水势山形图画...”。清楚说明《顺风相送》所傳抄著作底本的作者根据已有的针路图进行校正针路、牵星图、水势山形。該原著底本的校正者极可能就是郑和宝船上的舟师，原著底本的著书年代应该是明永乐年间。
- 該原著底本可能是根据元代的一种海道针经校正而来。元朝拥有发达的海军，曾派出海军攻打日本和爪哇，元朝海军必定有海道针经一类的航海指南。《顺风相送》中祈拜護國庇民妙靈昭應明著天妃，“明著天妃”是至元十八年（1281年）元世祖封赐天妃的封号，一直沿用到元至正十四年（1354年）。明永樂七年1409年，明成祖赐護國庇民妙靈昭應弘仁普濟天妃。《顺风相送》中護國庇民妙靈昭應明著天妃既有元朝封号“明著天妃”又有明朝封号“護國庇民妙靈昭應”，可见該原著底本可能是明代舟师校正元代航海指南而来，而成書不早於1409年。
- 此書將交趾（越南北部）記為安南國，故成書應晚於其重新獨立的1427年。
- 此書多處記載佛郎，應為葡萄牙與西班牙
  - 在呂宋港有銃城，呂宋港即今馬尼拉，馬尼拉於1571年開埠通商，1573年建立炮寨，即此書所說的銃城。
  - 同卷中又記載「收入長岐港，即籠仔沙磯，有佛郎番在此」。長岐港在1570年至1571年間，因葡萄牙商人到此貿易而建港開市，在此之前只是小漁村。根據這兩個記載，日本學者一般將此書的成書上限定為1570年代（明隆慶年間）[3][4]。台灣學者陳宗仁也支持這個觀點[5]。
- 此書記有往返萬丹（印尼爪哇島上）的五六條針路，而萬丹是1568年獨立建國，十六世紀70年代成為著名的港口，亦可推論此書成書不早於1570年代。

台灣學者陳佳榮認為此書傳抄底本為1537年吳朴編撰的《渡海方程·海道針經》再所刪節增補，而該底本又傳抄永樂年間著作。依比對前後著新增補資料等時序，刪去劉家港以北的國內航路，新增東洋針路（日本、琉球、台灣、菲律賓等地）為前著所無，1562年刻鄭若曾《籌海圖編》―約1567年刻鄭舜功《日本一鑒》―《順風相送》―約1598年刻慎懋賞《四夷廣記》―約1685年《指南正法》一脈相承，推斷此書約成書於16世紀末1593年。

## 内容
《顺风相送》内容丰富，可分为几个部分：

### 气象观察、天气预报
- “春夏二季必有大风，若天色温热，其午后或云起，或雷声，必有暴风，风急，宜避之”。
- “云脚日色已赤，太白昼见，三星动摇，主有大风”

### 危险警告
- “船若回唐，贪东，海水白色赤见百样禽鸟，乃是万里长沙，可防可防”
- 大佛堂  “对开有老古石，浅不可近，流急”
- 淡马锡门 “夜不可行船”

### 指南针导航纪录
- “大武放洋，用甲寅针七更船，取乌丘，用甲寅并甲卯针”。
- “北风东涌开洋，用甲卯取彭家山。用甲寅及单卯取钓鱼屿[6]。正南风，梅花开洋，用乙辰，取小琉球；用单乙，取钓鱼屿南边；用卯针，取赤坎屿”[7]。
- 广东往磨六甲：南亭门放洋，用坤未针 （217.5°）五更船取乌头山。用单坤针（西南 225°）十三更取七洲洋。坤未 （217.5°）针 七更船平独猪山。……乾亥（322.5°）针五更船平昆宋屿，单亥针（330°）五更船取前屿，乾（315°）针五更取五屿；沿山使取磨六甲。[8]

### 水文观测
- 定潮水消长时候：“初一、初二、十六、十七日子午时长。初三、初四、十八、十九日丑未时长。初五、初六、二十、二十一日寅申时长……。”

### 拜神
明代舟师使用，用水浮罗盘，有一定的规矩：“取水下针，务要阳水，不取阴水”，“安罗经，下指南（针），须从乾宫下”。下针之前，舟师必须诵读《地罗经下针神文》，拜周公圣人，李淳风仙师，定针童子、转针神郎、换水神君、下针力士、走针神兵、罗经坐向守护尊神、护国庇民妙灵昭应明著天妃等神灵，祈求“今日良辰下针，青龙下海永无灾”。
湄洲娘媽的請神咒語，看得出來是現今台灣天上聖母小法咒的先河：“五更起來雞報曉，請卜娘媽來梳妝。梳了真妝縛了髻，梳了倒鬢成琉璃。身穿羅裙十八幅，幅幅衤冏々香麝香，攑起涼傘蓋娘螞，娘媽騎馬出遊香。東去行香香人請，北去行香人來迎。去時金钅義插鬢邊，到來銀花插殿前。願降臨來真顯赫，弟子一心專拜請，湄州娘媽降臨來。急急如律令。”
書中日本地名對應今名舉例：
- 魚鱗島﹐指平戶(Hirado)島
- 籠仔沙機，即今長崎(Nagasaki)
- 隴車仔，在平戶島東北﹐或應為佐賀縣唐津市的名護屋。

### 引用
1. ↑  . 博德利圖書館.
2. 1 2  陳佳榮. . 跨越海洋:海上絲绸之路與世界文明進程國際學術論壇文選. 寧波: 寧波博物館、浙江大學. 2012-08. ISBN 9787308108225 –南溟網.
3. ↑  内田晶子. . 《南島史學》. 1985年, (25、26期)  [2013-08-19]. （原始内容存档于2013-09-22） （日语）.
4. ↑  いしゐのぞむ. . 2015-08-27  [2015-08-27]. （原始内容存档于2015-08-29）.
5. ↑  陳宗仁.  (PDF). 漢學研究. 2003, 21 (2): 249–278  [2013-08-19]. （原始内容存档 (PDF)于2013-10-04）.
6. ↑  向达注:钓鱼屿在台湾基隆东北海中,为我国台湾省附属岛屿,今名鱼钓岛,亦名钓鱼岛. 两种海道针经 253页
7. ↑  . . 中華書局. 2000: 第96页. ISBN 9787101020250.
8. ↑  向达校注：《顺风相送》，55页，中华书局，ISBN 7-101-02025-9
9. ↑  向达校注：《顺风相送》，25页，ISBN 7-101-02025-9
10. ↑   . 维基文库.
11. ↑  陳佳榮，新近發現的《明代東西洋航海圖》略析, （页面存档备份，存于）